# Max Perutz
Max Ferdinand Perutz OM CH CBE FRS (født 19. maj 1914, død 6. februar 2002) var en østrigsk født britisk molekylærbiolog, der modtog nobelprisen i kemi i 1962 sammen med John Kendrew for deres forskning i hæmaglobin og myoglobins struktur. Han fik Royal Medal of the Royal Society i 1971 og Copley Medal i 1979. På Cambridge grundlagde han Medical Research Council (MRC) Laboratory of Molecular Biology (LMB), hvorfra 14 forskellige videnskabsfolk har modtaget en nobelpris. Han var formand der fra 1962–79. Pertuz' bidrag til molekylærbiologi på Cambridge er beskrevet iThe History of the University of Cambridge: Volume 4 (1870 to 1990), der blev udgivet af Cambridge University Press i 1992.